# 荻野晴朗
荻野晴朗（日语：／ Ogino Seirō，1971年10月10日—），日本男性配音員。賢Production所屬。出身於東京都。身高167cm。O型血。

## 演出作品
※粗體字表示說明飾演的主要角色。

### 電視動畫
2004年
- 混沌武士（官僚）
- 鋼之鍊金術師（士兵B）

2006年
- 金色琴弦 ～primo passo～（足球社教練）
- 戀愛天使安琪莉可 ～輝耀的明天～（日语：恋する天使アンジェリーク）（村人）
- 可愛小水滴（日语：ぴっちぴち♪しずくちゃん）（大叔、海賊2）

2007年
- 風之聖痕（石蕗巖）
- Keroro軍曹（外星人）
- 現視研2（面接官B）
- 戀愛天使安琪莉可 ～心中甦醒之時～（日语：恋する天使アンジェリーク）（村人）
- 天翔少女（高官）
- 暗夜魔法使 The ANIMATION（學生A）
- NANA（騎士）
- BLUE DROP ～天使們的戲曲～（駕駛員）

2008年
- 艾莉森與莉莉亞（副駕駛）
- 狂亂家族日記（村內會長）
- CLANNAD ～AFTER STORY～（敵方球隊選手）
- 黑執事（村人）
- 結界師（妖）
- 鋼鐵新娘（電鍋）
- 死後文（漁師）
- SCARECROWMAN THE ANIMATION（日语：スケアクロウマン）（Mr.Vest）
- 星際寶貝：神奇大冒險（工廠長）
- 鶺鴒女神（工作員A）
- 深淵傳奇（村人）
- 迷宮塔 ～the Aegis of URUK～（紅騎士）
- 隱王（教師）
- 新·安琪莉可 Abyss -Second Age-（衛兵）
- 野良耳2（日语：のらみみ）（咖哩店大叔）
- BLASSREITER（警官B、攝影師、XAT1班隊長、XAT3班隊長、卡爾、XAT1班隊員A、警備B、大國代表B、操作員B）
- 北斗神拳拉歐外傳 天之霸王（日语：天の覇王 北斗の拳ラオウ外伝）（將軍、雷帝兵）
- 魔法學園·WAっしょい！（學生）
- MAJOR 4th season（法爾康球迷、翔太、莫羅）
- 夜櫻四重奏（養老院、村人）
- 卡片鬥士翔（突擊Mustang、疾風Mustang、A、提拉、三內英世 等）

2009年
- 機巧魔神（白A）
- EXAMURAI戰國（日语：エグザムライ戦国）（西森豬之介、落選武者、商人、青年、荒者 等）
- 加奈日記（便利屋）
- 銀魂（男子B）
- 女王之刃 王位繼承者（惡黨A）
- 黑神 The Animation（店主）
- 骷髏13（博士）
- 香格里拉（機師A）
- 秀逗魔導士EVOLUTION-R（下級惡魔B）
- 仰望天空的少女瞳中的世界（教師B）
- 大正野球娘。（松本司郎五郎、朝香中學校長、佐藤）
- 科學超電磁砲（隊員）
- 東京地震8.0（東京DMAT）
- 迷宮塔 ～the Sword of URUK～（騎士）
- 鬍子小雞（作家老師、隱居人）
- Phantom ～Requiem for the Phantom～（護衛）
- WHITE ALBUM（緒方理奈的經紀人〈男〉）
- 道子與哈金

2010年
- 最後大魔王（內閣官房）
- 王牌投手 振臂高揮 ～夏季大會篇～（三壘裁判、崎玉教練、主審裁判）
- 我的妹妹哪有這麼可愛！（工作室P）
- 銀魂（主人）
- GIANT KILLING（卡洛斯）
- 聖痕鍊金士（神父B、少佐）
- 青春CUP（親戚）
- FAIRY TAIL（薩爾提）

2011年
- 數碼寶貝合體戰爭 邪惡的死亡指揮官與七個王國（妖道獸）
- BLEACH（帥哥）
- 惡魔奶爸（姬川龍也）
- 魔法少女☆小圓（町工廠工場長）

2012年
- 足球騎士（醫生）
- 織田信奈的野望（近衛前久[3]、高山右近）
- 殭屍哪有那麼萌？（降谷呶恩）

2013年
- JoJo的奇妙冒險（吸血鬼C）
- 進擊的巨人（丹尼斯·艾布林加）
- 聖鬥士星矢Ω（蘇鲁特）
- 戰勇。（王樣、勇者B、實況轉播）
- 戰勇。 第2期（初代魔王露基梅德斯[4]、國王、守衛A）
- 第一神拳Rising（菊元会長）
- BLAZBLUE -ALTER MEMORY-（系統B、審查官）
- 前進吧！登山少女（倉上日向的父親、登山家C、速克達男子、男服務生）

2014年
- 月刊少女野崎同學（電視主持人）
- 信長協奏曲
- 排球少年!!（北川第一教練、溝口貞幸）
- 魔奇少年 The kingdom of magic（蓋奧爾加、加爾達、杜朋）
- 魔法科高中的劣等生（廿樂計夫）
- 前進吧！登山少女 Second Season（倉上日向的父親〈倉上健一〉[5]）

2015年
- Aikatsu！偶像活動！（大空學）
- 潮與虎（虎人A、檜山）
- 我被抓到貴族女校當「庶民樣本」（有栖川麗子的父親）
- Concrete Revolutio ～超人幻想～（恩田博士）
- 新妹魔王的契约者 BURST（聶普拉）

2016年
- 潮與虎（守矢克美）
- 在下坂本，有何貴幹？（老人）
- 少女們向荒野進發（中華屋店主、管理人）
- D.Gray-man HALLOW（樞機卿／）
- 超時空要塞Δ（萊特·因梅爾曼）

2017年
- 人馬小姐不迷茫（真奈美的父親）
- 我的英雄學院 第2期（義爛）

2018年
- 小松先生 第2期（實況）
- 三顆星彩色冒險（寺院的男性）
- 冷然之天秤（百舌山識郎[6]）
- 溫泉屋小女將（蔡志豪）
- 前進吧！登山少女 Thrid Season（倉上日向的父親〈倉上健一〉）
- 擁抱！光之美少女（主人）
- 強風吹拂（八百勝、遊戲聲音、記者C）

2019年
- 強風吹拂（觀眾）
- 進擊的巨人 Season3（格里沙的父親）
- PSYCHO-PASS 3（旭·里克·菲洛茲）

2020年
- 夢幻之星Online 2 神諭篇章（執行官）
- 更多！怪傑佐羅利（里格拉的爸爸）
- 前說！（男爵邸店長〈誠實的人〉[7]）

2021年
- 我的英雄學院 第5期（義爛）
- 通靈王（瑞瑟格的父親）
- 精靈幻想記（傑斯塔布·攸格諾）
- 寶可夢 旅途（大叔）
- 世界盡頭的聖騎士（副神殿長）

2022年
- 寶可夢 旅途（老闆）
- 天才王子的赤字國家重生術（吉瓦）
- 更多！怪傑佐羅利 第3期（部長）
- 前進吧！登山少女 Next Summit（倉上健一、登山客B）
- 給不滅的你 第2期（愛麗絲的父親）

2023年
- 冰劍的魔術師將要統一世界（德爾寇·阿姆斯特朗、帕拉特羅格）
- 文豪Stray Dogs 第5期（委員長）
- 殭屍100～在成為殭屍前要做的100件事～（藏杉重信）
- 凹凸魔女的親子日常（班尼）
- 地下忍者（吉田、香菸店店主）

2024年
- 新幹線戰士 Change the World（大成上尾）
- 精靈幻想記2（傑斯塔布·攸格諾[8]）
- 魔法光源股份有限公司（灰谷）

2025年
- 雖然我是注定沒落的貴族 閒來無事只好來深究魔法（道爾頓）
- 推理要在晚餐後（支配人）
- MIRU 我的未來（大哥[9]）
- 正義使者 -我的英雄學院之非法英雄-（義爛）

### OVA
2007年
- 戰術魔法士（日语：ストレイト・ジャケット）（警官）

2009年
- 聖鬥士星矢 THE LOST CANVAS 冥王神話（冥鬥士）

2010年
- 惡魔奶爸 ～撿到大魔王的嬰兒!?～（姬川龍也）[注 1]

### 電影動畫
2008年
- 超劇場版 Keroro軍曹 3 Keroro VS Keroro 天空大決戰（隊員）

2010年
- 歡迎來到宇宙秀
- 劇場版 破刃之劍（衛兵B）

2012年
- 劇場版 魔法少女☆小圓 [前篇] 起始的物語（工廠長）
- 神秘之法（日语：神秘の法）（葛德姆長官B）

### 網路動畫
2007年
- 最終測驗（日语：最終試験くじら）（藤原龍之介）

2010年
- 由土里醬（係長）

2020年
- 薄明之翼（計程車司機[10]）

### 遊戲
2004年
- 幻想水滸傳IV（日语：幻想水滸伝IV）（沃洛克、總督、納·納爾島長）

2008年
- H2O Plus（弘瀨琢磨的父親）
- ～光影十字架～（ / 牧師[11]）
- 比翼愛薊彼方 ～連理夢～（武靈王）
- Luminous Arc 2 Will（日语：ルミナスアーク2 ウィル）（格林姆）

2009年
- ARCRISE FANTASIA（日语：アークライズファンタジア）（柯庇長老）
- 涼宮春日的並列（日语：涼宮ハルヒの並列）（船長）

2010年
- 斬擊的REGINLEIV（日语：斬撃のREGINLEIV）（北方狩人D）
- 最終幻想 零式（夏羅中佐）

2011年
- 最终幻想XIII-2（閃電）

2012年
- 吞食天地（劉備）
- 大腦科學專家 川島隆太博士監修 突破極限 腦的5分鐘魔鬼鍛鍊（日语：ものすごく脳を鍛える5分間の鬼トレーニング）（川島教授）

2013年
- 薩爾達傳說 眾神的三角神力2（司祭尤卡、薩哈斯拉拉、艾斯法爾、洛索、親方、尤卡·加農）
- NORN9 命運九重奏

2014年
- 朧村正 大根義民一揆（田吾作[12]）

2015年
- 碧藍幻想（維多[13]）

2016年
- Nil admirari 之天秤帝都幻惑綺譚（百舌山織郎[14]）
- 薩爾達無雙 海拉魯群星集結（司祭尤卡）

2017年
- Nil admirari 之天秤黑百合炎陽譚（鵜飼昌造[15]）

2018年
- 薩爾達無雙 海拉魯群星集結 DX（司祭尤卡）

2019年
- SD鋼彈 G世代 CROSSRAYS（我的角色聲音〈男性17〉、一般兵聲音〈老手C〉）

### 廣播劇CD
- 胡鶴捕物帳（日语：胡鶴捕物帳）（保鏢）
- 世界一初戀 ～高野×律篇～（角遼一）
- 戰國Strays（騎馬武者）
- Change123（假面1號）
- 劍王之王（日语：新ソード・ワールドRPGリプレイ） 廣播劇CD（狼）
- 鋼之鍊金術師 天上的寶冠（傭兵、合成獸）
- 魔法少年X少女（日语：魔法少年マジョーリアン）（中野）

### BLCD
- VII ～月抱海2～（蒙面男1）
- 白彼方（板野）
- 吐息支配（岩波）
- 子1917（軍事大臣、労働者、運輸人員）
- 獏 -BAKU- 2（醫生）
- 秘密志願!?（機動隊、中年男性）

### 外語配音
※作品依英文名稱及英文原名稱排序。

#### 演員
- 瑞恩·埃戈爾德
  - 新飛越比佛利（Ryan Matthews）
  - 黑名單（Tom Keen）
  - 黑名單：救贖（英语：The Blacklist: Redemption）（Tom Keen）

#### 電影
- 愛麗絲夢遊仙境 (1985年電影)（白兔〈Red Buttons 飾演〉）※DVD追加錄音版。
- 完美狙擊（英语：The American (2010 film)）（Fabio〈Filippo Timi 飾演〉）
- 大蟒蛇3：禍延子孫
- 農民宇航員（英语：The Astronaut Farmer）
- 間諜橋
- 納尼亞傳奇：賈思潘王子
- 暴力特區2：極限殺陣
- 戰爭遊戲（Soto）
- 新精武門1991
- 超鼠特攻
- 靈感應（Hank Dale〈David Eigenberg 飾演〉）
- 血滴子（海都〈余文樂 飾演〉）
- 恐怖旅社3（英语：Hostel: Part III）（Justin〈John Hensley 飾演〉）
- 我是傳奇（檢問士兵）※朝日電視台版。
- 克莉絲堤：殺人網站（英语：Kristy (film)）（Scott〈James Ransone 飾演〉）
- 教練報到（英语：The Longshots）（Fisher教練〈Matt Craven 飾演〉）
- 丟失的勳章：比利石的冒險（英语：The Lost Medallion: The Adventures of Billy Stone）（Faleaka〈James Hong 飾演〉）
- 行運一條龍（田鷄〈田啟文 飾演〉）
- 不可能的任務3（主播）※富士電視台版。
- 神鬼大盜（庭師男）
- 雙面人魔（英语：Mr. Brooks）
- 大堡礁驚魂（英语：The Reef (2010 film)）（Warren〈Kieran Darcy-Smith 飾演〉）
- 惡靈古堡3：大滅絕 ※朝日電視台版。
- 浮生路
- 禁入廢墟（英语：The Ruins (film)）
- 原野奇俠（英语：Shane (film)）（Frank "Stonewall" Torrey〈Elisha Cook Jr. 飾演〉）※STAR CHANNEL（日语：スター・チャンネル）版。
- 稻草狗 (2011年電影)（英语：Straw Dogs (1971 film)）（Charlie Venner〈Alexander Skarsgård 飾演〉）
- 帶上我（英语：Take Me (film)）（Tom〈Mark Kelly 飾演〉、Judkins〈Toby Huss 飾演〉）※Netflix版。
- 慾望豪門（尹會長〈白潤植 飾演〉）
- 航站情緣
- 捍衛戰士（Wolfman）※朝日電視台版。
- 殺人流感 (2008年電影)（Stein少校〈Tobias Slezak 飾演〉）
- 玩命快遞3 ※朝日電視台版。
- 情遇巴塞隆納（Doug〈Chris Messina 飾演〉）
- 女侍情緣（牧師〈Nathan Dean 飾演〉）
- 拳力突襲（Danny DeMarco〈Milo Ventimiglia 飾演〉）

#### 電視影集
- 4400
- 婚外情事
- 盲點 (第2季)
- 勝負反手拍（Larry King（日语：Larry King (tennis)）〈Austin Stowell 飾演〉）
- 雙城追兇（英语：The Bridge (2011 TV series)）
- 燦爛的遺產（劉家管家）
- 尋骨線索 (第4季)（Bruce Kim、Hal Shirazi〈Omid Abtahi 飾演〉）
- 霹靂嬌娃 (2011年電視影集)（英语：Charlie's Angels (2011 TV series)）
- 咖啡王子1號店
- 超市特工（Nathan Ryerson）
- 鐵證懸案 (第7季／The Final)（年輕時的White）
- 犯罪心理（Keil巡査、Seeger）
  - 犯罪心理 (第3季)（Steve Berry刑事〈Brad Beyer〉）
  - 犯罪心理 (第9季)（Greg）
- 犯罪心理：嫌犯動機（Kevin）
- CSI犯罪現場（Henry Andrews〈Jon Wellner 飾演〉 等）
  - CSI犯罪現場 (第8季)（Jerry Nivens、Jonah Quinn、Bobby）
  - CSI犯罪現場 (第9季)（Griffin眾議員〈David Starzyk 飾演〉）
- CSI犯罪現場：網路犯罪 (第2季)
- CSI犯罪現場：邁阿密 (第6季)（Ron Causwell）
- CSI犯罪現場：紐約（Chelsea大學學長、Riverton法官、Brandy Barnes、Harrison Greene博士、Shaun Nolan、Christopher Vackner〈Gideon Emery 飾演〉、Robert Greggs、Abraham Cats 等）
- 法網裂痕（L.J. Werner〈Glenn Kessler 飾演〉）
- 慾望師奶（神父、年輕夫婦）
- 夢魘殺魔（Rudy Cooper〈Christian Camargo 飾演〉）
- 玩偶特工
- 美女上錯身
- 福爾摩斯與華生 (第3季)
- 靈感應（Hunk Dale）
- 繁華酒店（英语：Halcyon (TV series)）（Max Klein）
- 檀島警騎2.0 (第7季)（Bob〈Dominique Florence 飾演〉）
- 你為我著迷
- 國土安全 (第4季)（Kiran的父親）
- 一枝梅（仁祖〈金昌完 飾演〉）
- 謀殺拼圖 (第3季)（英语：The Killing (Danish TV series)）（Kristian Kamper）
- 天賜
- 愛情雨
- 心計 (第7季)（Joe Keller／Lazarus）
- 獵豔情人 (2013年電視影集)（Simon〈Adam Astill 飾演〉）
- 重返犯罪現場：洛杉磯（Pete Briggs空軍上尉〈Warren Kole 飾演〉）
- 越獄風雲
- 妙女神探（Barry Frost〈Lee Thompson Young 飾演〉）
- 慾海醫心（Adam）
- 星際大戰：反抗軍起義（Kassius Konstantine提督）
- 醜女貝蒂（Archie Rodriguez〈Ralph Macchio 飾演〉）
- 失蹤現場
- 少年魔法師（Simon〈John Ross Bowie〉、Mr. Frenchy〈Willie Garson 飾演〉）
- 滑板小子阿奇阿魯（英语：Zeke and Luther）

#### 動畫
- 蝙蝠俠：智勇悍將（Jonah Hex〈Phil Morris 配音〉、Equinox〈Oded Fehr 配音〉）
- 魚樂圈（Oscar〈Justin Roiland 配音〉）
- 樂一通秀
  - 新樂一通（英语：New Looney Tunes）（Slugsworthy）
  - 樂一通秀（Chuck Berost）
- 馬達加斯加的企鵝（Roger〈Richard Kind 配音〉、Burt、Maison、Leonard、Joey、Nigel、Randy、Clemson、紅松鼠、Max）
  - 馬達加斯加爆走企鵝（蟋蟀）
- 星際大戰：反抗軍起義（Kassius Konstantine提督）
- 冬季戀歌（金次長）

### 旁白
- 現代驚異系列（歷史頻道）
- 哥倫比亞號 最後的16天（探索頻道）
- 超級簡報（日语：スーパープレゼンテーション）（NHK教育）
- 地球戲劇性（日语：地球ドラマチック）（NHK教育）
  - 「來製作印度制服吧！ ～英國14歲少年的挑戰～」（2007年）
- （旁白）
- Flight 175（旁白）
- BBC地球傳說（日语：BBC地球伝説）「神話與傳說巡遊之旅」（旁白，BS朝日）
- BS世界的紀錄片（日语：BS世界のドキュメンタリー）（NHK-BS1）
- 兒童放送局（旁白）

### 有聲書
- 文庫版 達文西密碼 上中下卷（與〆野潤子（日语：〆野潤子）共作）
- 文庫版 天使與魔鬼 上中下卷（與〆野潤子共作）
- 丁寧武器
- 自分肯定
- 上下卷（與〆野潤子共作）

## 腳註

## 外部連結
- 賢Production公式官網的聲優簡介 （页面存档备份，存于） （日語）